# Republikflucht

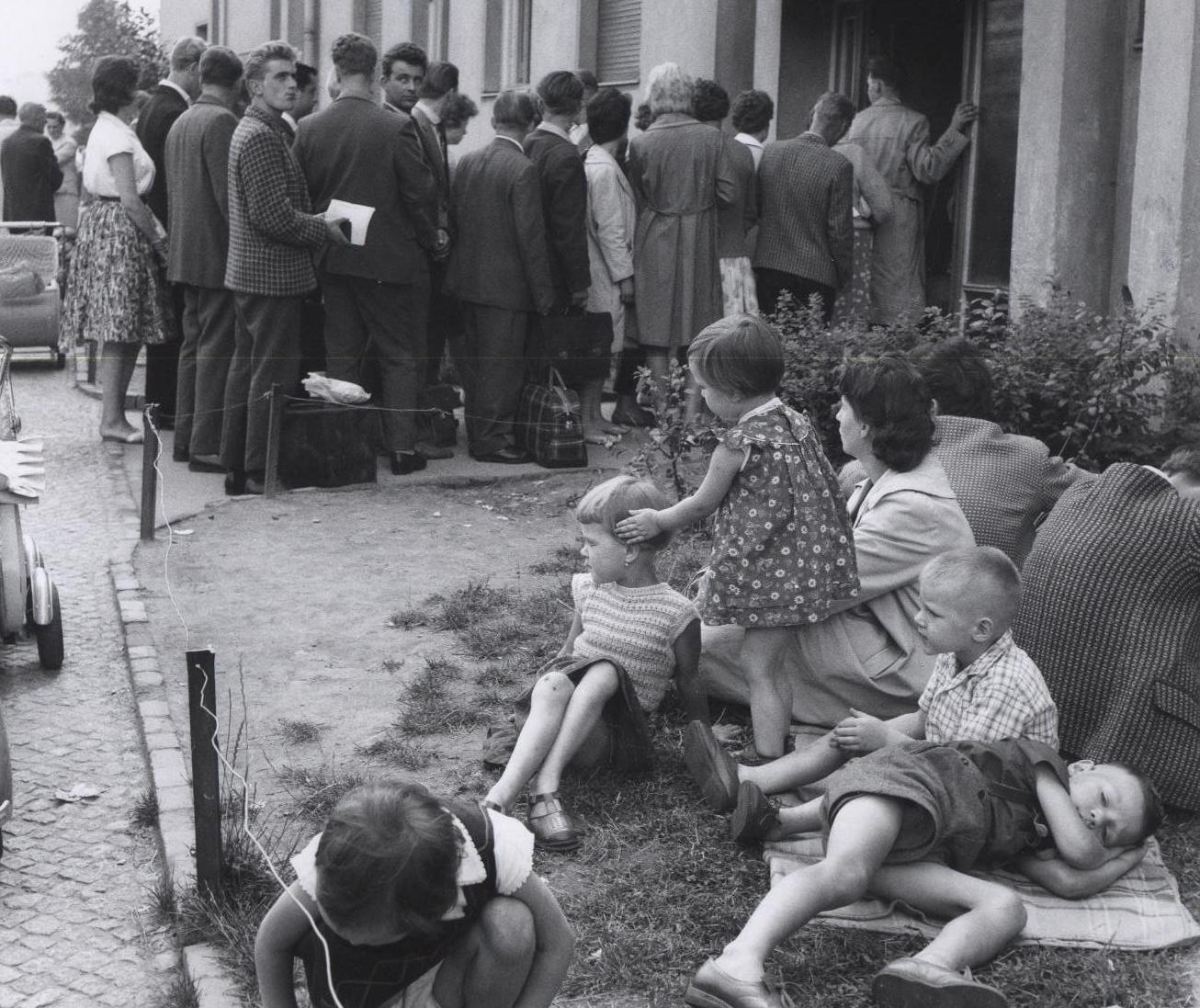
Ruée de réfugiés devant le centre d'accueil d'urgence de Marienfelde à Berlin, juillet 1961

La fuite de la zone d'occupation soviétique et de la RDA - dans le jargon est-allemand « Republikflucht » (fuite de la République) est l'émigration hors de la République démocratique allemande ou, avant 1949, son prédécesseur la Zone d'occupation soviétique en Allemagne (SBZ), y compris Berlin-Est, sans l'autorisation des autorités. De la fondation de la RDA le 7 octobre 1949 à juin 1990, plus de 3,8 millions de personnes fuient à l'Ouest, dont beaucoup illégalement et dans des conditions dangereuses. Cependant, ces chiffres incluent également 480 000 citoyens de la RDA qui ont quitté le pays légalement à partir de 1962. Environ 400 000 y sont retournés au fil du temps.

## Contexte

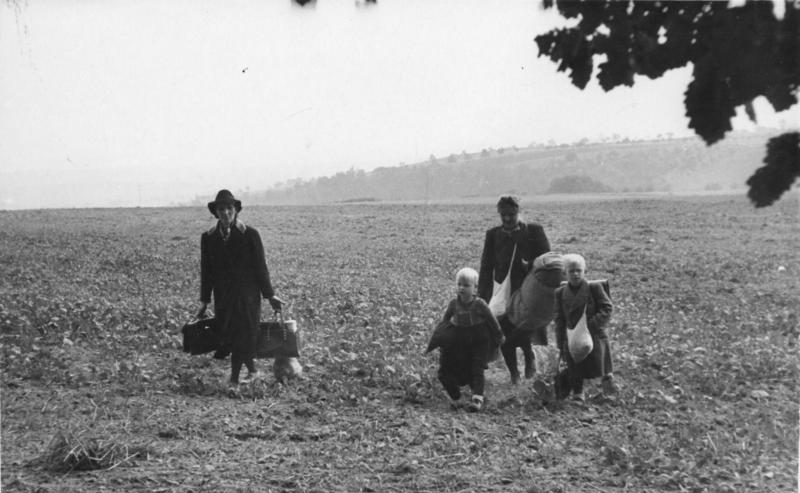
Fuite à travers la « frontière verte » près de Marienborn, octobre 1949.

Évolution de l'émigration, 1977-1986.

Déjà à partir de 1945 – avant même la fondation de la RDA en 1949 – des milliers de personnes quittent le territoire de la zone d'occupation soviétique (SBZ) pour Berlin-Ouest ou pour l'Allemagne de l'Ouest sans se signaler ni solliciter une autorisation. Cette émigration croissante conduit le gouvernement de la RDA à publier le 25 janvier 1951 le décret sur la restitution des cartes d'identité allemandes lors d'un déménagement en Allemagne de l'Ouest ou à Berlin-Ouest, qui précise que toute personne qui s'installe en Allemagne de l'Ouest ou à Berlin-Ouest doit se désinscrire auprès de la Police populaire et rendre sa carte d'identité, sous peine de prison allant jusqu'à trois mois ». La Loi sur les passeports de la République démocratique allemande du 15 septembre 1954 porte ensuite la peine de prison à trois ans.
Malgré ces menaces de sanctions, la fuite massive continue, et la Loi complétant le code pénal du 11 décembre 1957 menace désormais l'incitation à quitter la République démocratique allemande d'une peine de prison. Enfin, le code pénal de la RDA de 1968 crée le délit de franchissement illégal de la frontière, passible d'une peine d'emprisonnement pouvant aller jusqu'à cinq ans. Cette infraction n'est pas entièrement nouvelle. Dès la République de Weimar, en 1919, le gouvernement du Reich avait considéré que le franchissement illégal des frontières était une violation du règlement sur les passeports, ce qui obligea les Allemands à demander un visa de sortie auprès de l'administration responsable de 1916 à 1925, cette disposition restreignant ainsi la liberté de mouvement.
En 1973, la RDA ratifie (avec des réserves) le Pacte international relatif aux droits civils et politiques, entré en vigueur le 23 mars 1976, qui garantit la libre circulation des citoyens d'un État, et signe également l'Acte final d'Helsinki, qui, sous la forme de déclarations d'intention, vise à la liberté de circulation – y compris la facilitation des déplacements. Néanmoins, le gouvernement de la RDA refuse à ses citoyens cette liberté de mouvement et le droit de quitter le territoire de l'État – sauf en direction des pays de l'Est. La Déclaration universelle des droits de l'homme en tant que droit international coutumier faisait également partie de l'Acte final d'Helsinki, en particulier l'article 13:2 : « Toute personne a le droit de quitter tout pays, y compris le sien, ainsi que de retourner dans son propre pays. »

### Liberté de mouvement restreinte en RDA
La liberté de circulation est sévèrement restreinte pour les citoyens de la RDA. Depuis 1971, il n'est possible de se rendre sans passeport ni visa qu'en Tchécoslovaquie et temporairement (jusqu'en 1980) en République populaire de Pologne. Les voyages privés ou les vacances avec visa ne pouvaient normalement être entrepris que dans quelques pays, selon l'Ordonnance sur les voyages à l'étranger des citoyens de la République démocratique allemande du 30 novembre 1988 : République populaire de Bulgarie, Corée du Nord, République populaire mongole, République populaire de Pologne, République socialiste de Roumanie, République socialiste tchécoslovaque, Union des républiques socialistes soviétiques et République populaire de Hongrie.
En revanche, les voyages dans les pays non socialistes sont soumis à de sévères restrictions et presque inaccessibles au citoyen moyen. Une demande de quitter la RDA une fois (déménagement vers l'Ouest) n'est souvent approuvée que des années plus tard, voire pas du tout, et présente généralement des inconvénients pour le demandeur (et souvent aussi pour ses proches), par exemple dans le domaine professionnel, et est accompagnée de pressions psychologiques et de harcèlement par le ministère de la Sécurité d'État (la Stasi) : par exemple la réinstallation forcée, l'espionnage par écoutes téléphoniques, des appels téléphoniques menaçants... De nombreuses demandes envoient des dizaines de milliers de personnes en prison. Les voyages privés à l'Ouest pour rendre visite à des parents au premier degré, pour des anniversaires importants, des noces d'or et d'argent, des décès, etc. sont autorisés pour les individus, et non pour les familles, à partir des années 1970. À mesure que les restrictions sont assouplies, leur nombre annuel passe de 40 000 à 1,3 million. L'approbation est conditionnée à un contrôle de sécurité par la Stasi. Un permis de sortie peut être refusé sans motif. Les voyages de détenteurs de secrets professionnels ne sont qu'exceptionnellement autorisés.
Par contre, les départs de citoyens à la retraite sont généralement approuvés sans aucun problème, ces derniers soulageant les caisses de retraite et d'assurance maladie.
Pour quelques jeunes sélectionnés selon des critères stricts et jugés politiquement fiables, il existe des opportunités de voyages touristiques en Occident par l'intermédiaire de l'agence de voyages de la FDJ « Jugendtourist » qui se déroulent alors sous la forme de voyages de groupe bien encadrés.
Les voyages d'affaires des scientifiques, des cadres dirigeants, des chauffeurs de camion, des pilotes, des marins, des conducteurs de train, des journalistes, des ouvriers du bâtiment, des athlètes (cf. Fuite des athlètes de la République démocratique allemande), des artistes, etc. sont également soumis à des vérifications par la Stasi.
Le manque d'opportunités légales pousse de nombreuses personnes qui se trouvent à l'Ouest dans le cadre d'un voyage autorisé à ne pas retourner en Allemagne de l'Est. Ces réfugiés sont appelés « Restants » (Verbleiber) dans le jargon des autorités.
Un départ légal sans autorisation ne devient possible que dans la perspective de la Réunification allemande à l'été 1990. Le Traité sur la création d'une union monétaire, économique et sociale entre la République démocratique allemande et la République fédérale d'Allemagne du 18 mai 1990 prévoit dès le 1er juillet 1990 la levée de toute restriction sur le franchissement illégal des frontières.

### Motifs de fuite
Les raisons de quitter la SBZ ou la RDA sont diverses. Parmi ceux qui fuient avant la construction du mur de Berlin, 56 % donnent des motifs politiques, dont 29 % comme raison la plus fréquente leur « refus de s'engager dans une activité politique » ou leur « refus de participer à la délation » ainsi que « la nécessité de conscience et la restriction des droits fondamentaux ». Viennent ensuite 15 % de motifs personnels ou familiaux, et 13 % de motifs économiques (il s'agissait principalement de la « collectivisation forcée » et de la « nationalisation »), 10 % indiquent enfin le désir d'un meilleur revenu ou de meilleures conditions de logement. Les motifs restent similaires jusque dans les dernières années de la RDA.

### Conséquences pour la RDA
Ce mouvement d'émigration était un problème majeur pour la RDA :
- Dommages pour l' économie :
  - La RDA perd des spécialistes bien formés dont on a besoin de toute urgence en raison de la fuite des talents. On estime que l'Allemagne de l'Est perd un tiers de ses universitaires dans les années 1950.
  - Le vieillissement dû à l'émigration des jeunes actifs[7]
  - La formation des personnes formées après 1945 est financée par la RDA.
- Dégâts idéologiques :
  - Le fait que les citoyens de la RDA  quittent le pays en grand nombre contredit la prétendue supériorité du « socialisme réel » ;
  - la réputation internationale de la RDA en pâtit ;
  - Les réfugiés de la RDA rapportent en République fédérale les raisons de leur fuite et les conditions de vie en RDA ; les médias ouest-allemands et les radio de service public de la République fédérale diffusent et font connaître à l'Ouest les conditions de vie réelles en RDA.

## Situation juridique

### Droit international
Étant donné que la RDA avait signé à la fois le Pacte international relatif aux droits civils et politiques et l'Acte final d'Helsinki, qui garantissait la liberté de circulation, il y eut des audiences de la RDA devant le Comité des droits de l'homme des Nations unies en 1977 et 1984 sur les conditions à la frontière occidentale et les règles de sortie associées. Le RDA se référa alors à l'article 12 alinéa 3 du Pacte international relatif aux droits civils et politiques : « Article 12 (3) Les droits susmentionnés ne peuvent faire l'objet d'autres restrictions que celles qui, prévues par la loi, sont nécessaires à la protection de la sécurité nationale, de l'ordre public, de la santé publique, de la moralité publique ou des droits et libertés d'autrui, et qui sont compatibles avec les autres droits reconnus dans le présent Pacte »

### Situation juridique en RDA
L'infraction pénale qui criminalise une évasion de la RDA et sa « préparation et tentative » est presque toujours appelée « Fuite de la République » en RDA et en Allemagne de l'Ouest. Avant l'érection du mur de Berlin, il est interdit de quitter la RDA sans l'approbation de l'État conformément au § 8 de la loi sur les passeports de la RDA du 15 septembre 1954 avec une peine de prison pouvant aller jusqu'à trois ans. La désignation officielle du franchissement illégal des frontières se trouve au § 213 du Code pénal de la RDA introduit en 1968. Un franchissement illégal de la frontière selon le § 213 paragraphe 1 est passible d'une peine d'emprisonnement pouvant aller jusqu'à deux ans ou d'une condamnation avec sursis, d'une peine d'emprisonnement ou d'une amende. Dans les cas graves, les réfugiés capturés peuvent être punis d'une peine d'emprisonnement de un à cinq ans. Dans la loi du 28 juin 1979, le § 213 est modifié : le « cas grave » est passible d'une peine maximale de huit ans d'emprisonnement, les peines minimales demeurent inchangées. Selon le paragraphe 3, points 3 et 4, on considère que c'est un « cas grave » si l'acte est commis « avec une intensité particulière », « en falsifiant des documents » ou « en utilisant une cachette ».
Selon le § 213 paragraphe 1 StGB-RDA (le code pénal de la RDA) du 12 janvier 1968, l'infraction de base de franchissement illégal de la frontière est passible d'une peine d'emprisonnement pouvant aller jusqu'à deux ans ou d'une peine avec sursis, d'une peine d'emprisonnement ou d'une amende. Dans la pratique juridique, il y a aussi des cas graves en vertu du paragraphe 2 ; la peine minimale est alors d'un an et la peine maximale cinq ans d'emprisonnement. Par la loi du 28 juin 1979, le § 213 est refondu ; le cas grave est défini au paragraphe 3 et est dorénavant passible d'une peine maximale de huit ans d'emprisonnement.
Le niveau de punition est particulièrement important, car il va conditionner l'emploi ou nom des armes à feu par les forces de l'ordre ; en effet, selon le § 27 de la Loi sur les frontières, l'utilisation d'armes à feu n'est autorisée que pour prévenir un crime, mais pas un délit. Le crime est, selon le § 1 III StGB-RDA, uniquement une infraction passible d'une peine minimale de deux ans ou pour laquelle une peine d'au moins deux ans serait prononcée dans des cas individuels. En pratique, la jurisprudence de la RDA après le 28 juin 1979 considère généralement le franchissement illégal de la frontière avec contact direct avec la frontière est-allemande comme un cas grave et impose des peines de prison de plus de deux ans, car le franchissement de la frontière sans aide, tromperie ou cachette n'est pratiquement jamais possible en raison du niveau élevé de sécurisation de la frontière,.
Le fait de ne pas retourner en RDA (en particulier après un voyage autorisé vers l'Ouest) sans autorisation officielle est assimilé à une fuite.
L'infraction pénale doit être considérée en relation avec le fait que la RDA a fermé la Frontière interallemande entre la RDA et la République fédérale d'Allemagne en 1952 et a également enfermé Berlin-Ouest en 1961 en construisant le mur de Berlin. L'objectif du gouvernement est-allemand est d'entraver la migration de main-d'œuvre de spécialistes qualifiés vers l'Allemagne de l'Ouest. Pour la RDA, l'objectif de quitter l'État pour l'Occident sans autorisation est illégal. Dans des cas où la RDA poursuit des objectifs économiques, scientifiques, culturels, politiques ou de renseignement, ou lorsque le non-retour était acceptable, le franchissement des frontières est autorisé.
Une sécurité frontalière complète par les troupes frontalières de la RDA empêche les citoyens de voyager ou de s'installer dans la partie occidentale de l'Allemagne. La RDA, comme d'autres États sous la tutelle de l'Union des républiques socialistes soviétiques, n'accorde pas la liberté générale de circulation, et prend des mesures particulièrement répressives contre ses propres citoyens, car elle est menacée de s'affaiblir encore plus économiquement avec une migration massive vers l'Ouest.
Officiellement, cependant, la sécurité des frontières était présentée comme une mesure de protection contre l'Occident ; le mur de Berlin, par exemple, était décrit comme un « mur de protection antifasciste », alors que cela vise clairement à empêcher les gens de quitter le pays. L'infraction pénale au § 213 a été formulée de telle manière qu'elle érige en infraction punissable le fait de « franchir la frontière de l'État » (version 1979) quelle que soit la direction du voyage.
Les gardes-frontières, entraînés par la propagande du Parti socialiste unifié d'Allemagne à « haïr inconditionnellement l'ennemi », sont libres d'ouvrir le feu sur les personnes en fuite, de façon unique ou continue, et à leur propre discrétion. Les fonctionnaires armés ont même droit à une prime de tir, appelée « prime par tête » par les militaires, ainsi qu'à des récompenses et distinctions (l'avant-dernière fois en 1989 pour Chris Gueffroy), mais ils ne risquent pas de procès. Il est certes interdit de tirer sur des enfants, cependant, leurs supérieurs soulignent que par exemple dans l'obscurité, on ne peut les distinguer des adultes. Par exemple, Jörg Hartmann et Lothar Schleusener, âgés de 10 et 13 ans, ont été abattus, ce que le ministère de la Sécurité d'État (Stasi) s'est efforcé de dissimuler autant que possible, comme d'autres assassinats commis à la frontière.
Au sein de la structure de commandement du ministère de la Défense de la RDA, les départements subordonnés pour la sécurité des frontières sont tenus de mettre en œuvre les arrêtés ministériels annuels de la soi-disant série 101. En 1962, la formule « élimination de l'ennemi » apparaît pour la première fois dans l'ordonnance 101 relative à l'entraînement au tir des troupes frontalières. Cette formulation est ensuite adoptée dans la formule de relève de la Garde des troupes frontalières de la NVA. Alors que le « texte de la relève » de 1964 indique toujours que « les violations des frontières ne doivent pas être autorisées et que les contrevenants aux frontières doivent être arrêtés ou rendus inoffensifs », la formulation est durcie en 1967 en précisant « de ne pas autoriser à franchir les frontières, d'arrêter provisoirement ou d'éliminer ». Ce texte n'est supprimé qu'en 1984-85, après que plusieurs agents des frontières de la RDA ont fui vers l'Ouest et ont transmis aux médias l'intitulé de cette consigne d'élimination. Le Mur de Berlin n'étant pas miné, les gardes du Commando central étaient tenus dès le départ d'abattre ou de détruire les contrevenants aux frontières « du premier coup ».
Sur les 235 000 personnes qui ont réussi à fuir la RDA entre août 1961 et fin 1988, 40 000 « franchisseurs de frontière » se sont échappés en mettant leur vie en danger ; parmi eux 5 000 personnes ont franchi le mur de Berlin qui est devenu de plus en plus difficile à passer à partir de 1964, en raison de la sophistication des obstacles et des systèmes de contrôle. Entre 1980 et 1988, on ne compte que 2700 franchissements. Le nombre d'enquêtes pénales et préliminaires ouvertes est de 21 300 entre 1958 et 1960, et passe à 45 400 entre 1961 et 1965. De 1979 à 1988, les tribunaux de la RDA condamnent environ 18 000 personnes sur la base du § 213 sur l'emprisonnement.

## Mesures prises par la RDA

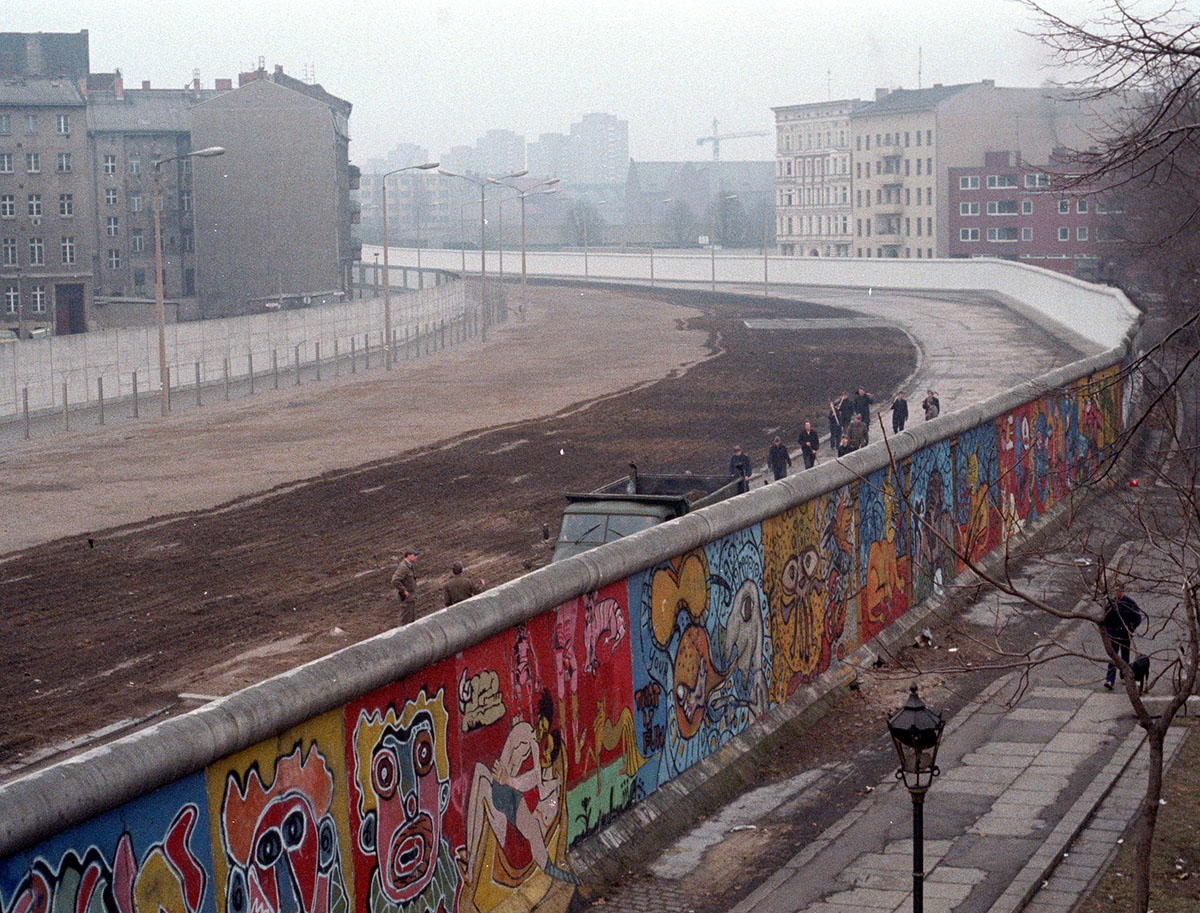
Mur de Berlin, 1986.

Le gouvernement de la RDA tente de maintenir le nombre de migrants à un faible niveau par une politique sociale d'une part, et d'autre part en fermant hermétiquement les frontières. Depuis l'Ordonnance sur les mesures à la ligne de démarcation entre la République démocratique allemande et les zones d'occupation occidentales du 26 mai 1952, la frontière intérieure allemande est bouclée, le mur de Berlin est érigé en août 1961.
La tâche des troupes frontalières de la RDA est d'empêcher toute fuite par la Frontière interallemande ou le Mur à Berlin. Les gardes font usage de leurs armes (il y a ordre de tir), et des mines et des dispositifs de tir automatique sont installés le long de la frontière intérieure allemande. En conséquence, de nombreuses personnes sont tuées en essayant de franchir la frontière. Selon le groupe de travail berlinois 13 août, entre 1945 et 1989, un total de 1 135 personnes sont mortes dans des incidents à la frontière intérieure allemande ou lors d'une tentative de fuite via les pays socialistes. Parmi eux on dénombre 200 gardes-frontières de la RDA morts par suicide ou accident impliquant une arme à feu. On compte aussi au moins 25 décès parmi les gardes-frontières est-allemands lors de leur fuite, dont 13 tués par des déserteurs armés.
La dernière victime de l'ordre de tir est Chris Gueffroy, tué le 5 avril 1989. Le 8 mars 1989, Winfried Freudenberg meurt lors d'une tentative d'évasion infructueuse en mongolfière.
La préparation et la tentative d'évasion, ainsi que le fait de ne pas le signaler, sont punis. Selon les estimations, environ 75 000 personnes ont été reconnues coupables de tentative d'évasion, généralement avec des peines de prison allant d'un à trois ans et une surveillance spéciale ultérieure par la Stasi. Quiconque est armé, a endommagé des installations frontalières, a été surpris en train de tenter de s'échapper en tant que membre de l'armée ou en tant que détenteur de secrets encourt jusqu'à huit ans de prison. L'exécution de la détention provisoire et pénale en RDA est plus sévère qu'en République fédérale d'Allemagne – notamment dans le cas d'infractions « politiques » comme la « tentative de franchissement illégal d'une frontière ». Dans les années 1980, 1 500 à 2 000 personnes sont emprisonnées chaque année pour cette raison.
À partir de la fin 1962, de nombreux détenus sont autorisés à quitter la République fédérale après avoir été rachetés par la RFA.

## Moyens d'évasion

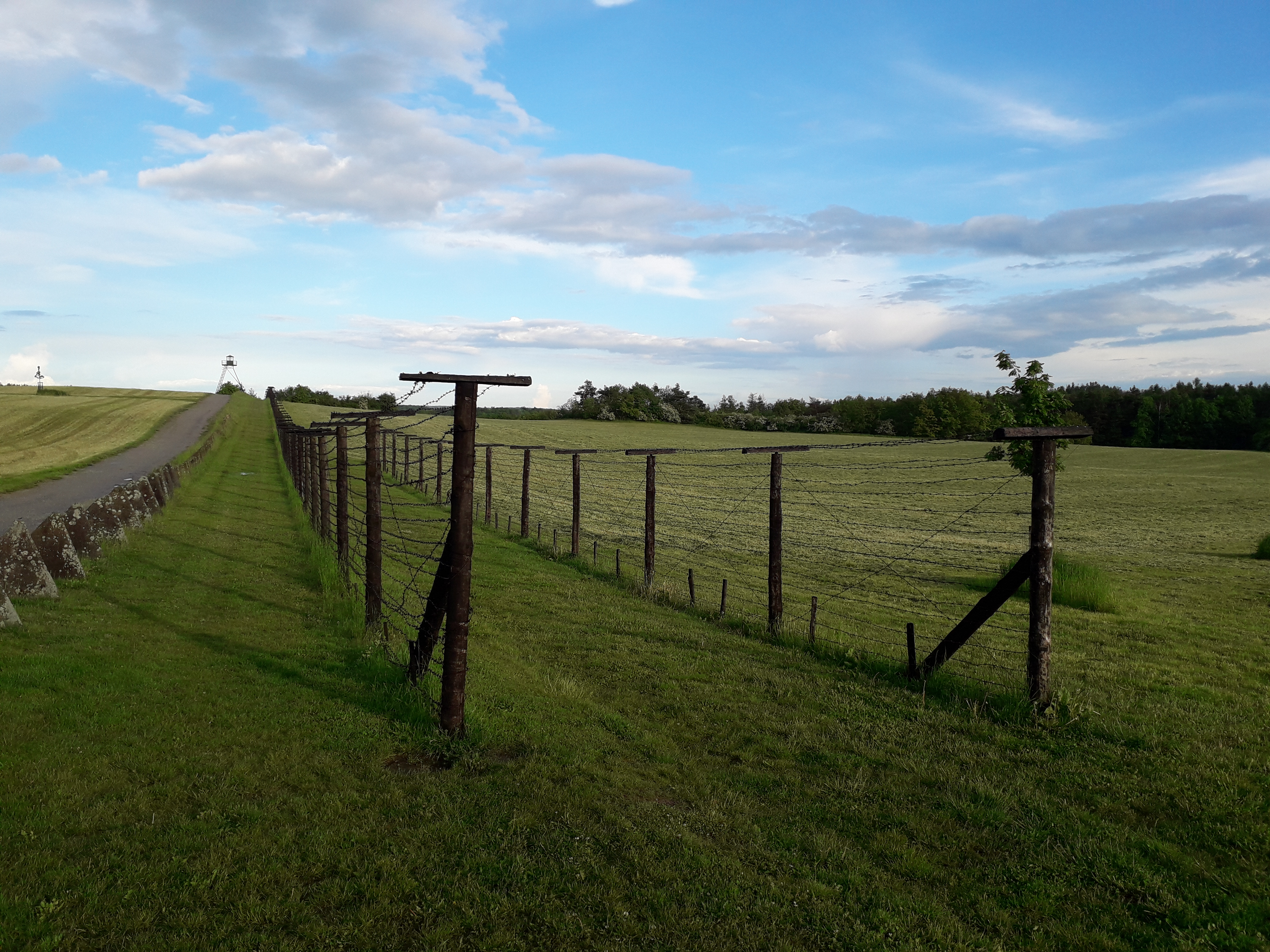
Vestiges de la « frontière la plus sanglante d'Europe » pendant la guerre froide (entre la Tchécoslovaquie et l'Autriche)

Dans presque tous les cas, la destination est l'Allemagne de l'Ouest. Étant donné que la frontière entre Berlin-Est et Berlin-Ouest est restée ouverte après la fermeture de la frontière intérieure allemande et de la frontière extérieure de la RDA avec Berlin-Ouest en 1952, plus de 60 % des réfugiés choisissent cette route, d'autant plus que les frontières occidentales des partenaires de l'alliance de la RDA sont sécurisées de la même manière que la frontière intérieure allemande pendant et après la mise en place du Pacte de Varsovie.
Ceux qui traversent la frontière du secteur de Berlin demandent leur admission d'urgence au centre d'accueil d'urgence de Marienfelde et sont ensuite transportés par avion vers l'Allemagne de l'Ouest, où ils sont d'abord hébergés dans des camps de réfugiés. L'érection du mur de Berlin en août 1961 met un terme brutal à cet exode massif. En conséquence, beaucoup tentent de fuir via des pays tiers (pays du Pacte de Varsovie) à partir desquels il est possible de voyager plus loin ou de fuir vers la République fédérale (prétendument plus facilement). Les évasions par des tunnels à Berlin sont spectaculaires : on compte au moins 39 tentatives, comme par les tunnels 29 et 57, et également des évasions par les airs avec des montgolfières artisanales, des avions agricoles, des avions légers, des planeurs, des submersibles, des camions spéciaux, des sacs en peaux de vache suspendus à une tyrolienne installée du jour au lendemain sur la Maison des Ministères, et également par voie maritime par la mer Baltique. Cependant, ces évasions souvent risquées ne représentent que quelques centaines de cas chaque année. Les évasions en train sont rares, comme dans le cas de la Locomotive 234 ou (à la frontière tchèque) le train 3717.

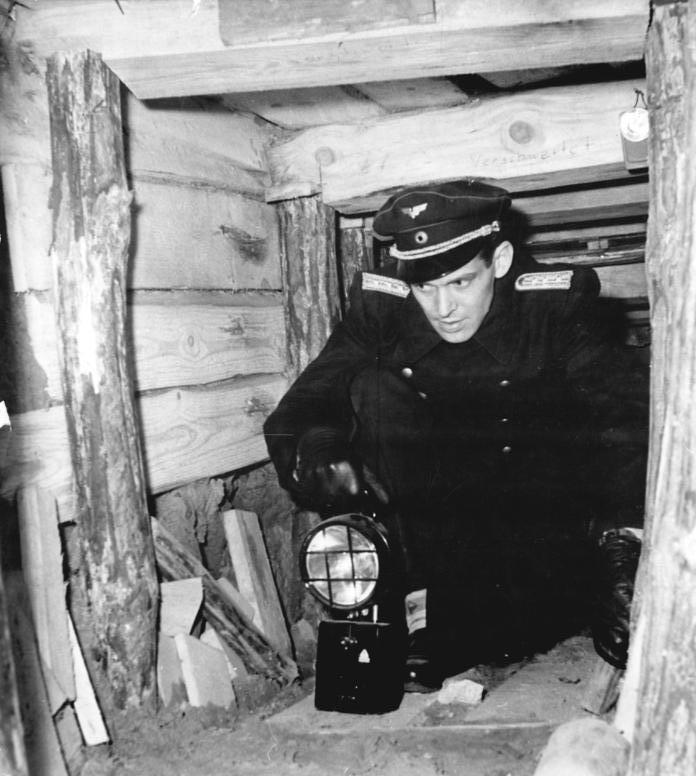
Le tunnel d'évacuation de la Wollankstraße, découvert entre l'Est et l'Ouest de Berlin, 1962.
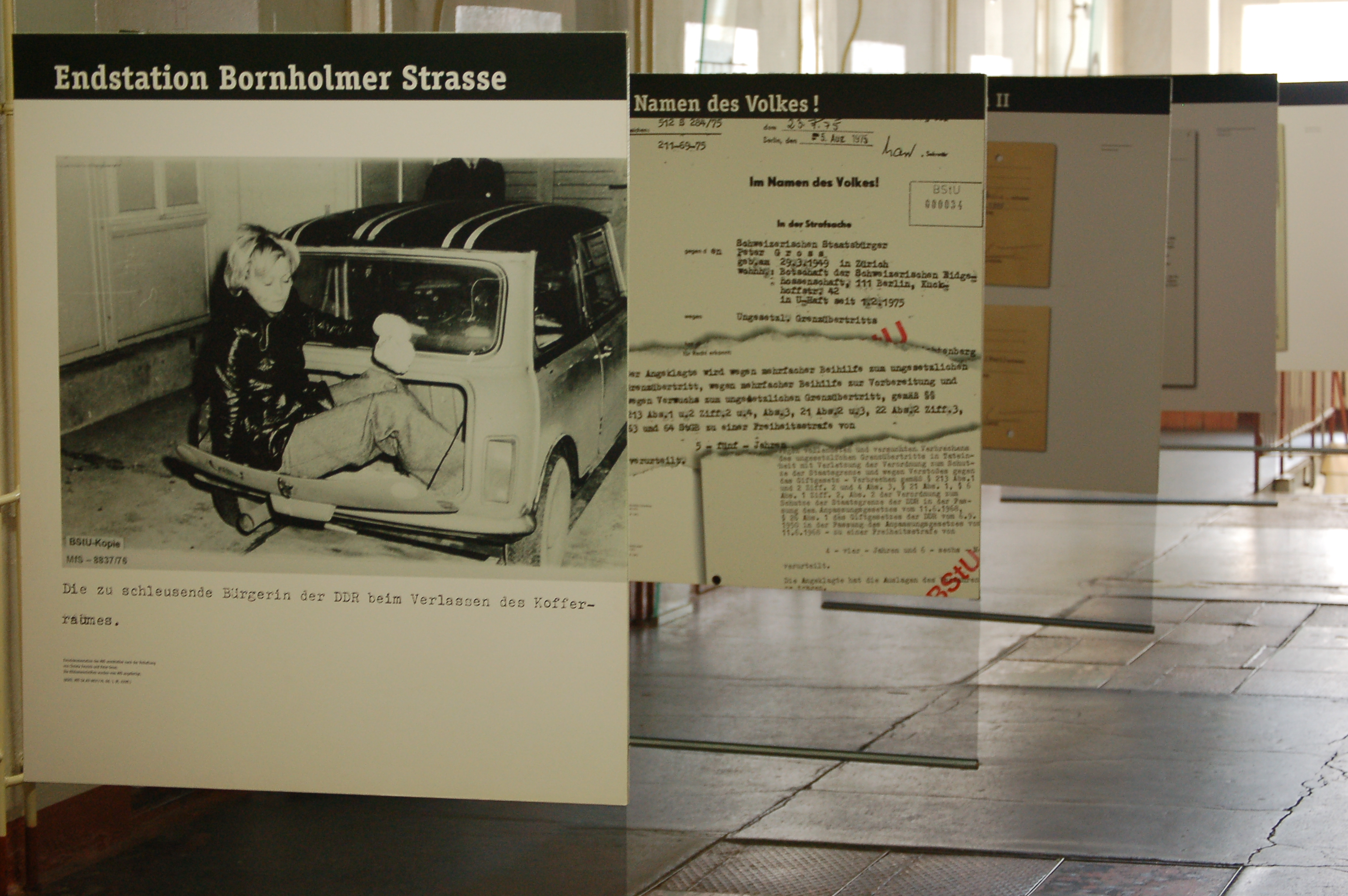
L'Affaire Peter et Christa Gross-Feurich (de) (1975), couple arrêté dans sa fuite et condamné, dans une exposition au Mémorial de Bautzen (de).
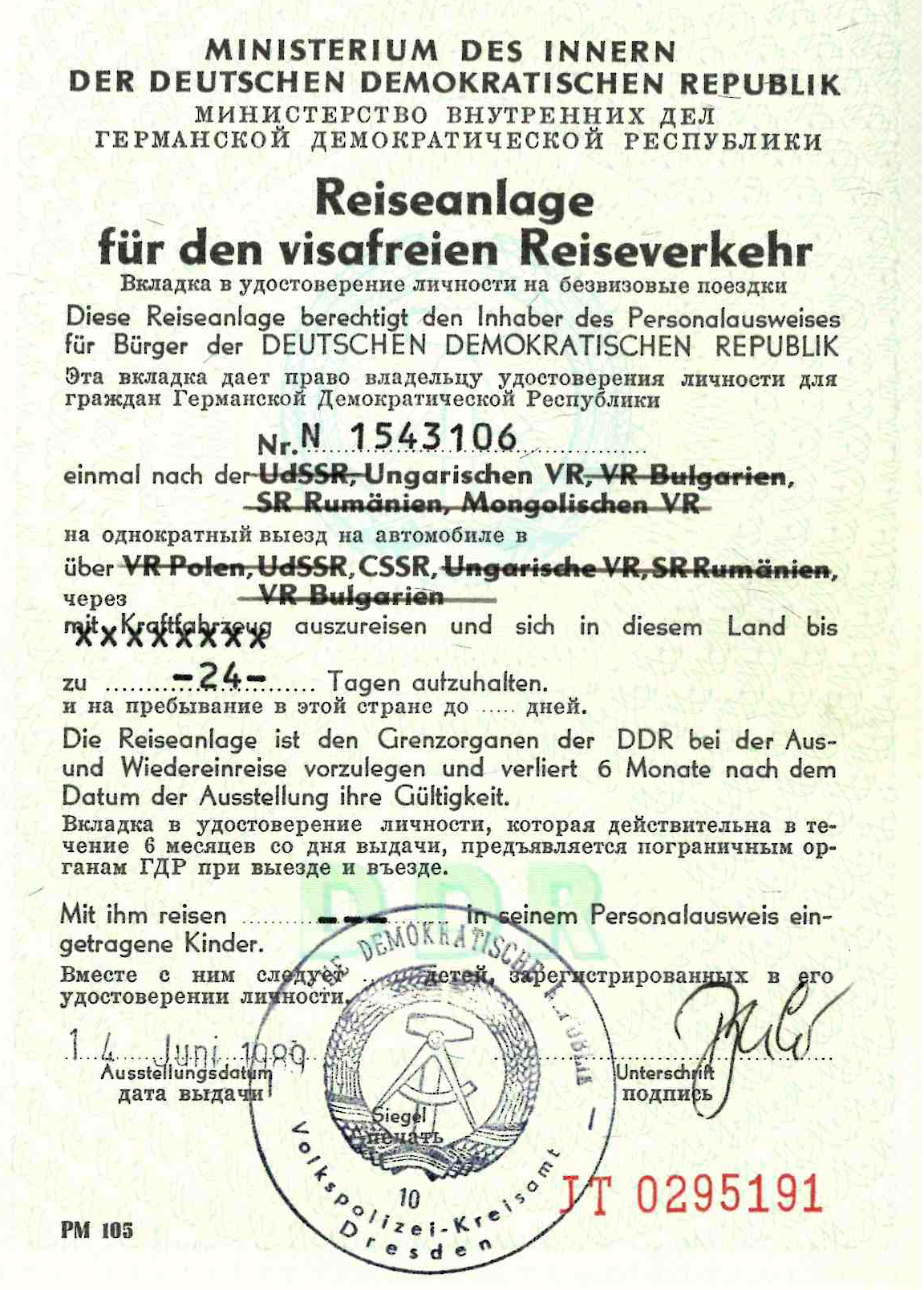
Le « visa hongrois », avec lequel de nombreux citoyens de la RDA se sont rendus en Hongrie à l'été 1989, pour ensuite émigrer en République fédérale d'Allemagne via l'Autriche.

L'historien danois Jesper Clemmensen conclut que du 13 août 1961 au 9 novembre 1989, environ 6000 personnes ont tenté de fuir à travers la mer Baltique vers le Danemark. Seulement environ 1 000 d'entre elles ont réussi, tandis que près de 200 se sont noyées. En 1968, une évasion réussit à l'aide du bateau de croisière Friendship of Nations près de Kiel. Selon les auteurs Christine et Bodo Müller, environ 5 600 citoyens de RDA ont tenté une traversée de la Baltique en nageant, dans un canot pneumatique, un kayak ou un matelas pneumatique, sur une planche de surf ou dans un sous-marin auto-construit ; environ 80 % de ceux qui ont traversé la mer Baltique ont été arrêtés et au moins 189 sont morts - plus qu'au mur de Berlin. Le nombre de cas non signalés est beaucoup plus élevé, de nombreux noyés n'ayant jamais pu être récupérés.
D'autres parcours d'évasion passaient par la Bulgarie vers la Grèce ou la Yougoslavie, ou encore la Turquie. L'ambassade de la RDA à Sofia a offert des récompenses pour empêcher de tels passages frontaliers par les gardes-frontières bulgares. D'anciens agents frontaliers bulgares ont déclaré dans le magazine bulgare Anti en 1993 que l'ambassade avait versé aux gardes-frontières bulgares une prime de 2 000 leva (l'équivalent d'environ 1 000 marks allemands) pour chaque réfugié est-allemand tué, et que plusieurs jours de congé spécial avait été accordés. Il y eut des tirs sur « plusieurs dizaines » de réfugiés de la RDA aux frontières, y compris ceux qui avaient déjà été arrêtés à plusieurs kilomètres de la frontière de l'Etat. En Hongrie et en Roumanie , des employés de la Stasi ont assisté les forces de sécurité locales dans la lutte contre les « franchissements illégaux » vers la Yougoslavie.
Pendant la guerre froide, de nombreuses personnes voulant fuir se faisaient des illusions sur les frontières de la Hongrie, de la Roumanie et de la Bulgarie vers la Yougoslavie. Bien que la Yougoslavie ait été un pays gouverné par les communistes pendant la guerre froide, le régime frontalier des trois États du Pacte de Varsovie à leurs frontières avec la Yougoslavie était tout aussi rigoureux que celui avec les « pays capitalistes »,.
Cependant, un nombre croissant de citoyens de RDA réussit à fuir vers la République fédérale via des pays tiers. En août 1989, environ 700 Allemands de l'Est franchissent la frontière entre la Hongrie et l'Autriche dans le cadre du pique-nique Paneuropa près de Sopron (Ödenburg). Dans la nuit du septembre 1989, la Hongrie ouvre sa frontière aux citoyens de République démocratique allemande. C'est précisément cette fuite de nombreux citoyens de RDA par la frontière hongroise désormais ouverte et via les ambassades de la République fédérale d'Allemagne en Tchécoslovaquie et en Pologne qui contribue par la suite au tournant social et politique dénommé « die Wende », qui a conduit à la Réunification allemande.

## Données chiffrées
Selon Willy Brandt, le maire de Berlin de l'époque, 16 000 réfugiés de la zone soviétique sont passés à Berlin-Ouest au cours du seul mois d'août 1958, soit 2 000 de plus qu'au même mois de l'année précédente. Le nombre de réfugiés atteint un creux en 1959 puis remonte à 200 000 l'année suivante, dont plus de 90 % à Berlin-Ouest. Il est possible de s'échapper de RDA via Berlin jusqu'à la construction du mur en 1961 car le trafic de passagers entre Berlin-Est et Berlin-Ouest était « en grande partie incontrôlé ». Entre 1960 et la construction du Mur en 1961, 400 à 550 personnes fuyaient chaque jour vers Berlin-Ouest. C'était pour environ 80% des réfugiés de RDA. La fuite ne les menait pas dans un pays étranger, mais à l'ouest de l'Allemagne divisée. Tant les résidents de la RDA que ceux de la République fédérale détenaient la nationalité allemande : après quelques années de réticence , la République fédérale s'avère être un pays accueillant où l'on parle la même langue et où les émigrés ont droit à une aide inscrite dans la loi, même lorsque la RDA instaure sa propre citoyenneté en 1967. À partir du milieu des années 1970, la fuite hors de la république est au centre des attentions de la Stasi. Au printemps 1975, sur les instructions d'Erich Mielke, la Stasi crée un Groupe central de coordination pour lutter contre l'évasion et la réinstallation (ZKG), qui compte en 1989 446 employés (plus les collaborateurs informels et officiers d'inspection).

## Novembre 1989 et réunification
Lors d'une conférence de presse internationale avec Günter Schabowski le 9 novembre 1989, celui-ci annonce de nouvelles règles de voyage pour les citoyens de la RDA vers l'Ouest. Immédiatement après, le mur de Berlin est ouvert, ainsi que les frontières de la RDA ; tous les citoyens sont autorisés à quitter le pays librement. Le flux migratoire se poursuit, ce qui en fait un argument majeur pour une réunification rapide, car personne ne veut que ces zones de l'Est soient dépeuplées.
À l'époque, certains politiciens ouest-allemands envisagent de rendre plus difficile le déplacement des Allemands de l'Est. Fin novembre 1989, Oskar Lafontaine, alors Premier ministre de la Sarre et membre du SPD, exige qu'on ne leur accorde plus la citoyenneté à laquelle ils avaient droit en vertu de la Loi fondamentale. Cependant, sa proposition ne trouve aucune majorité au sein du SPD.

## Évaluation juridique après 1990
Dans ce que l'on appelle le premier jugement des Mauerschützen (gardes-frontières), lors des procès sur les victimes du Mur de Berlin, la Cour fédérale rejette les justifications l'utilisation d'armes à feu au mur de Berlin et à la frontière intérieure allemande dans la pratique étatique en RDA, comme étant incompatibles avec le Pacte international relatif aux droits civils et politiques (PIDCP).
Par ailleurs, la Cour européenne des droits de l'homme statue le 22 mars 2001 : « l'application de l'ordre de tirer à la frontière interallemande constitue donc une violation de la protection de la vie en vertu du droit international [...], qui était internationalement reconnue par la RDA à l'époque des faits » - Art 6
Le régime frontalier et l'ordre de tirer pourraient également constituer une violation du droit à la liberté de mouvement. L'IPbpR ratifiée par le RDA garantit à l'art. 12 al. 2 le droit à la libre circulation, ainsi que l'art. 2 al. 2 du 4ème ZP-EMRK. Là encore, la Cour estime que les clauses d'exception invoquées par les requérants n'étaient pas pertinentes. Elle fait valoir qu'empêcher la quasi-totalité de la population de quitter son État n'était en aucun cas nécessaire pour protéger la sécurité de l'État ou d'autres intérêts : « Enfin, la manière dont la RDA a fait respecter l'interdiction de quitter le territoire à l'encontre de ses ressortissants et a sanctionné les violations de cette interdiction était incompatible avec un autre droit garanti par le Pacte, à savoir le droit à la vie garanti par l'article 6, dans la mesure où il y a eu ingérence.
Ainsi, la Cour a estimé que le système frontalier, et notamment l'ordre de tirer, constituait également une violation du droit de l'homme à la libre circulation consacré par le Pacte. »
En vertu de ces décisions, des procès aboutiront à la condamnation de fonctionnaires des troupes frontalières de RDA. À titre d'exemple, le tireur qui a tué Manfred Mäder est condamné en 2004 à une peine de prison avec sursis.

### Films et documentaires
- AS 181 antwortet nicht, long métrage DEFA 1959.
- L'évasion, court métrage 1961.
- Die Glatzkopfbande, long métrage DEFA 1963.
- Tunnel 28, long métrage 1962. Sortie au cinéma allemand le 22 octobre 1962.
- Verspätung in Marienborn, téléfilm 1963.
- Durchbruch Lok 234, long métrage 1963. Sortie au cinéma allemand le 24 octobre 1963.
- Prix de la Liberté, téléplay 1966.
- La Nuit de l'évasion, long métrage de 1982. Sortie au cinéma allemand le 12 février
- Le Tunnel (1999), documentaire de 1999. Première diffusion le 6 novembre 1999 sur SWR.
- Le Tunnel (2001), film dramatique de 2001. Première diffusion le 21/22. Janvier 2001 sur SAT1.
- C'est arrivé en août - La construction du mur de Berlin, Documentaire 2001. Première diffusion le 13 août 2001 sur ARD.
- L'Aiguillon du Scorpion, téléfilm de 2004.
- Flucht in die Freiheit – Mit dem Mut der Verzweiflung, Documentaire 2009. Première diffusion le 22 septembre 2009 sur ZDF.
- Flucht in die Freiheit – Mit allen Mitteln, Documentaire 2009. Première diffusion le 29 septembre 2009 sur ZDF.
- Böseckendorf - La nuit où un village a disparu, téléfilm 2009. Première diffusion le 22. Septembre 2009 sur SAT1.
- Westflug - enlèvement par amour, téléfilm 2010. Première diffusion le 26 septembre 2010 sur RTL.
- Freiheit um jeden Preis. Die spektakulärsten Fluchtversuche aus der DDR, Documentation de Galileo Spezial, première diffusion en 2010 sur Pro7.
- Le Vent de la liberté, long métrage. Sortie au cinéma allemand le 27 septembre 2018